# Per Rudén
Per Emanuel Rudén (i riksdagen kallad Rudén i Backe), född 25 mars 1874 i Fjällsjö socken, död där 30 september 1942, var en svensk hemmansägare och politiker (högern).
Rudén var ledamot av riksdagens andra kammare 1925-1934, invald i Västernorrlands läns valkrets.